# Ritratto di mio padre (Dalí 1920)
Ritratto di mio padre è un dipinto a olio su tela di 90,5 × 66 cm realizzato tra il 1920 ed il 1921 dal pittore spagnolo Salvador Dalí. È conservato nel Museo Dalí di Figueres.